# Lululemon Athletica

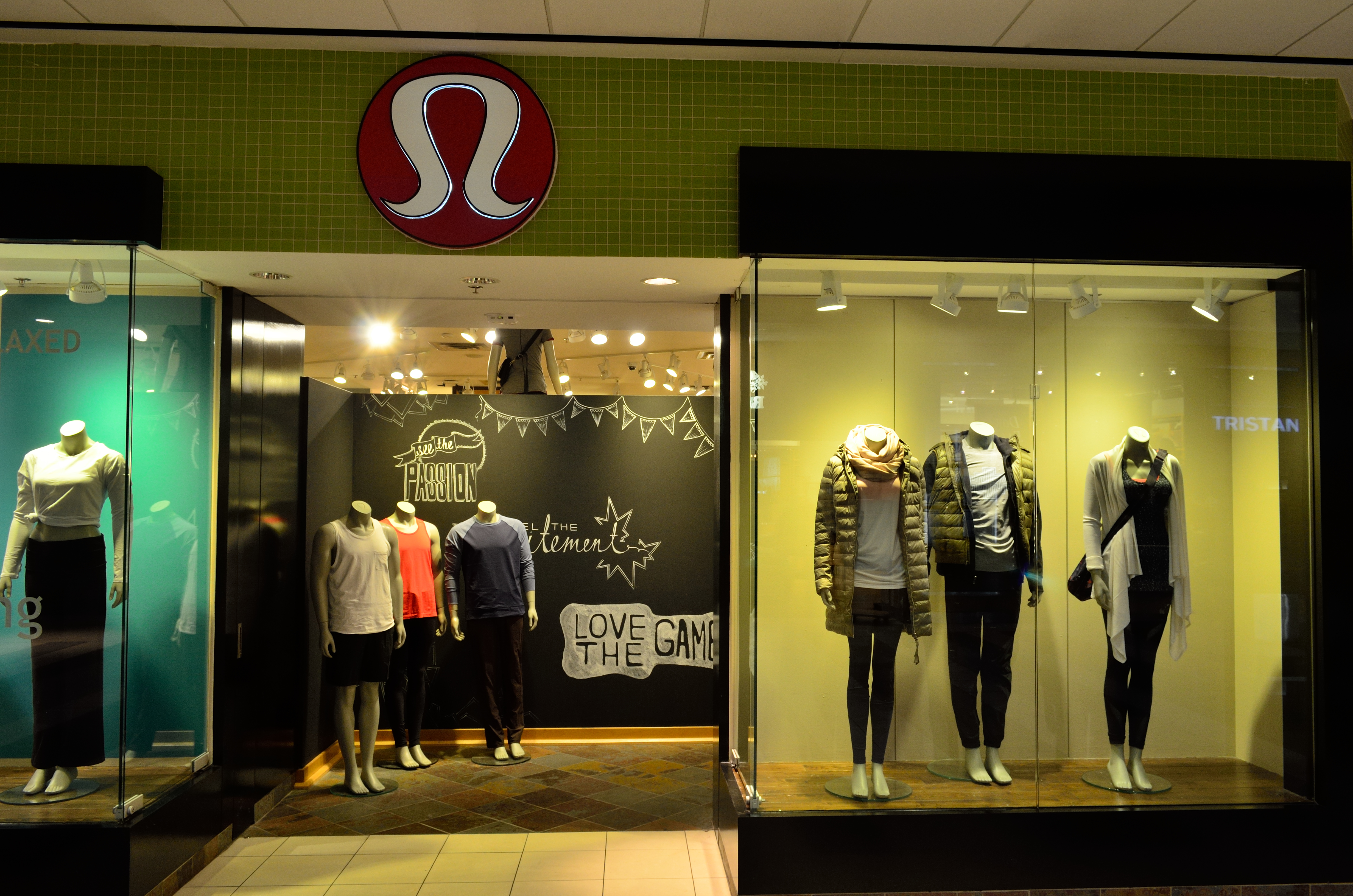
Geschäft in Toronto

Lululemon Athletica Inc., gestaltet als lululemon athletica, ist ein kanadischer Einzelhändler für Sportbekleidung. Lululemon wurde in Kanada als Einzelhändler für Yoga-Bekleidung gegründet und verkauft seine Produkte inzwischen international in 460 Läden sowie online (Stand September 2019). Das Unternehmen hat seine Produktpalette um verschiedene Sportbekleidungstypen erweitert, darunter Sporthemden, Shorts und Hosen sowie Lifestyle-Bekleidung und Yoga-Accessoires.
Das Unternehmen ist in Nordamerika, Asien, Europa und Australien aktiv. In Deutschland gab es 10 Filialen (Stand 2023). Der Umsatz lag im Geschäftsjahr 2023 bei ca. 7,6 Milliarden US-Dollar.

## Geschichte
Lululemon wurde 1998 von Chip Wilson in Vancouver (British Columbia) gegründet und verkaufte in diesem Jahr seine erste Yogahose. Im November 2000 wurde es zu einem eigenständigen Geschäft. Im Jahr 2005 brachte Wilson Investoren ein, um den Börsengang des Unternehmens zu überwachen, darunter auch den ehemaligen Reebok-Manager Robert Meers. Lululemon startete seinen Börsengang im Juli 2007 und erhielt durch Verkauf von 18,2 Millionen Aktien 327,6 Millionen US-Dollar.
Christine Day, eine ehemalige Co-Präsidentin von Starbucks International, wurde im Juni 2008 Geschäftsführerin. Im Jahr 2013 war das Unternehmen zum dritten Mal in Folge auf der Liste der am schnellsten wachsenden Unternehmen des Wirtschaftsmagazin Fortune. Im März 2013 zog das Unternehmen eine Kollektion seiner charakteristischen Yogahosen zurück, weil "ein inakzeptables Maß an Transparenz" vorlag. Einige Monate später trat Christine Day als CEO zurück. Im Dezember 2013 gab der Gründer Chip Wilson seinen Rücktritt als Vorsitzender bekannt, und der ehemalige Präsident von TOMS Shoes, Laurent Potdevin, wurde CEO.
Im Februar 2014 kündigte Lululemon Pläne an, sein erstes vollständiges Geschäft in Europa mit einem Shop in Covent Garden (London) zu eröffnen. Im Februar 2015 gab Wilson bekannt, dass er aus dem Vorstand ausscheidet und Michael Casey, ehemaliger Hauptgeschäftsführer des Vorstands, ihn ersetzen würde.
Am 5. Februar 2018 trat Laurent Potdevin als CEO und aus dem Vorstand des Unternehmens zurück. Lululemon nannte mehrere Vorfälle nicht näher bezeichneten Fehlverhaltens als Gründe für Potdevins Abgang.
Am 30. Oktober 2019 gab Lululemon eine Investition in Mirror bekannt, ein Fitness-Startup, das einen interaktiven Spiegel für das Training zu Hause verkauft. Mirror und Lululemon werden auch zusammenarbeiten, um neue Inhalte für das Gerät zu erstellen, beginnend mit Meditationsklassen.
Im Juli 2024 wurde Lululemon in Florida wegen irreführenden Greenwashings angeklagt.

## Produkte
Lululemon verkauft Sportbekleidung, darunter Oberteile, Hosen, Shorts, Pullover, Jacken und Unterwäsche sowie Haarschmuck, Taschen, Yogamatten und Wasserflaschen.
Am 8. August 2017 erweiterte Lululemon sein Angebot um Schuhe.